# 한수아 (배우)
한수아(1998년 12월 12일 ~ )는 대한민국의 배우이다.

## 학력
- 경기예술고등학교 연극영화과 (졸업)
- 서경대학교 연극영화학과 (졸업)

## 드라마
- 2020년 SBS 월화 미니시리즈 《펜트하우스》 ... 송예리 역
- 2020년 플레이리스트 웹드라마 《잘 하고 싶어》 ... 반아인 역
- 2021년 KBS2 월화 미니시리즈 《멀리서 보면 푸른 봄》 ... 홍찬기의 전 여자친구 역
- 2021년 넷플릭스 오리지널 시트콤 《내일 지구가 망해버렸으면 좋겠어》 ... 미숙 역
- 2021년 왓챠 오리지널 미니시리즈 《옥피쓰》 ... 목민서 역
- 2021년 유튜브 웹드라마 《파트타임 멜로》 ... 부슬미 역
- 2022년 JTBC 수목 미니시리즈 《서른, 아홉》 ... 혜진의 친구 역
- 2022년 SBS 월화 미니시리즈 《치얼업》 ... 최소윤 / 최지윤 역
- 2023년 tvN 단막극 《O'PENing - 나를 쏘다》 ... 이다운 역
- 2024년 KBS2 주말연속극 《미녀와 순정남》 ... 공마리 역
- 2024년 MBC 금토 미니시리즈 《이토록 친밀한 배신자》 ... 송민아 역
- 2025년 MBN 수목 미니시리즈 《퍼스트 레이디》 ... 이화진 역

## 영화
- 2020년 《런 보이 런》 - 연옥 역
- 2024년 《노이즈》 - 주희 역

## 수상
- 2022년 SBS 연기대상 베스트 팀워크상 (치얼업)
- 2024년 KBS 연기대상 여자 신인상